# Norder Tief
Das Norder Tief ist ein Gewässer im nordwestlichen Gebiet des Landkreises Aurich in Ostfriesland (Niedersachsen). Es wechselt in seinem Verlauf mehrfach den Namen, der größte Teil des Flussverlaufs heißt allerdings Norder Tief.

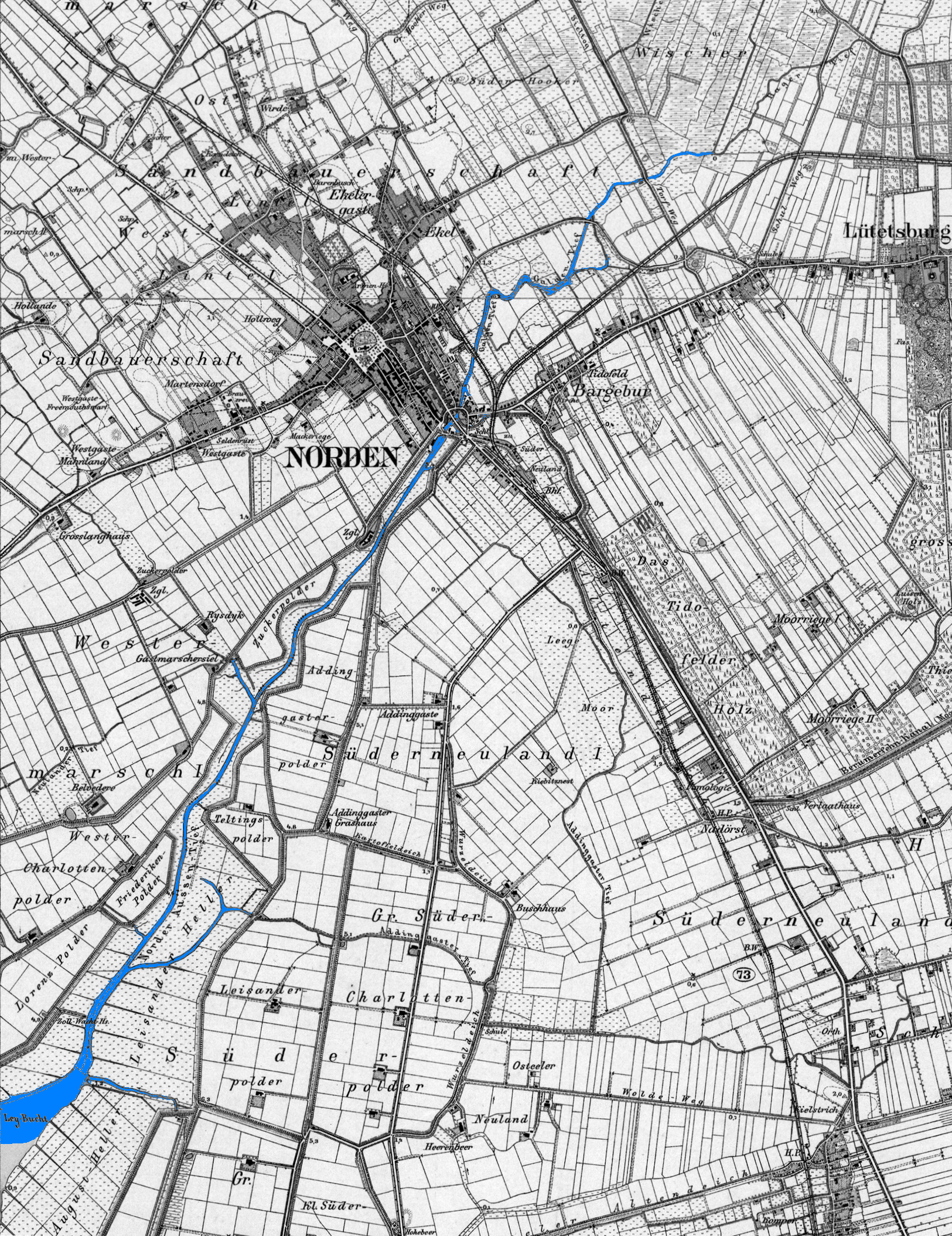
Norder Tief um 1900

Das Norder Tief verläuft ungefähr in Ost-West-Richtung. Der Ursprung des Norder Tiefs liegt in der Gemeinde Großheide als Kleiner Rendel und Blandorfer Tief, heißt auf dem Gebiet des Fleckens Hage dann Hager Tief und wechselt auf dem Gebiet der Nachbargemeinde Lütetsburg den Namen in Norder Tief. Auf einem kleinen Abschnitt auf dem Gebiet der Stadt Norden wird das Tief auch Galgentief genannt. Das Norder Tief mündete bis 1991 beim Leybuchtsiel in die Leybucht.
Das Norder Tief nimmt zahlreiche Entwässerungsgräben auf. Es ist für die Entwässerung der Anliegergemeinden von zentraler Bedeutung. Seit 1991 wird allerdings nicht mehr durch das 1929 erbaute Leybuchtsiel entwässert. Vielmehr wurde beim Bau der Landzunge Leyhörn nahe Greetsiel der Störtebekerkanal als Verbindung vom Leybuchtsiel zur Leyhörn angelegt, so dass durch diese entwässert wird. Beim Leybuchtsiel war die Entwässerung nur bei Niedrigwasser möglich.

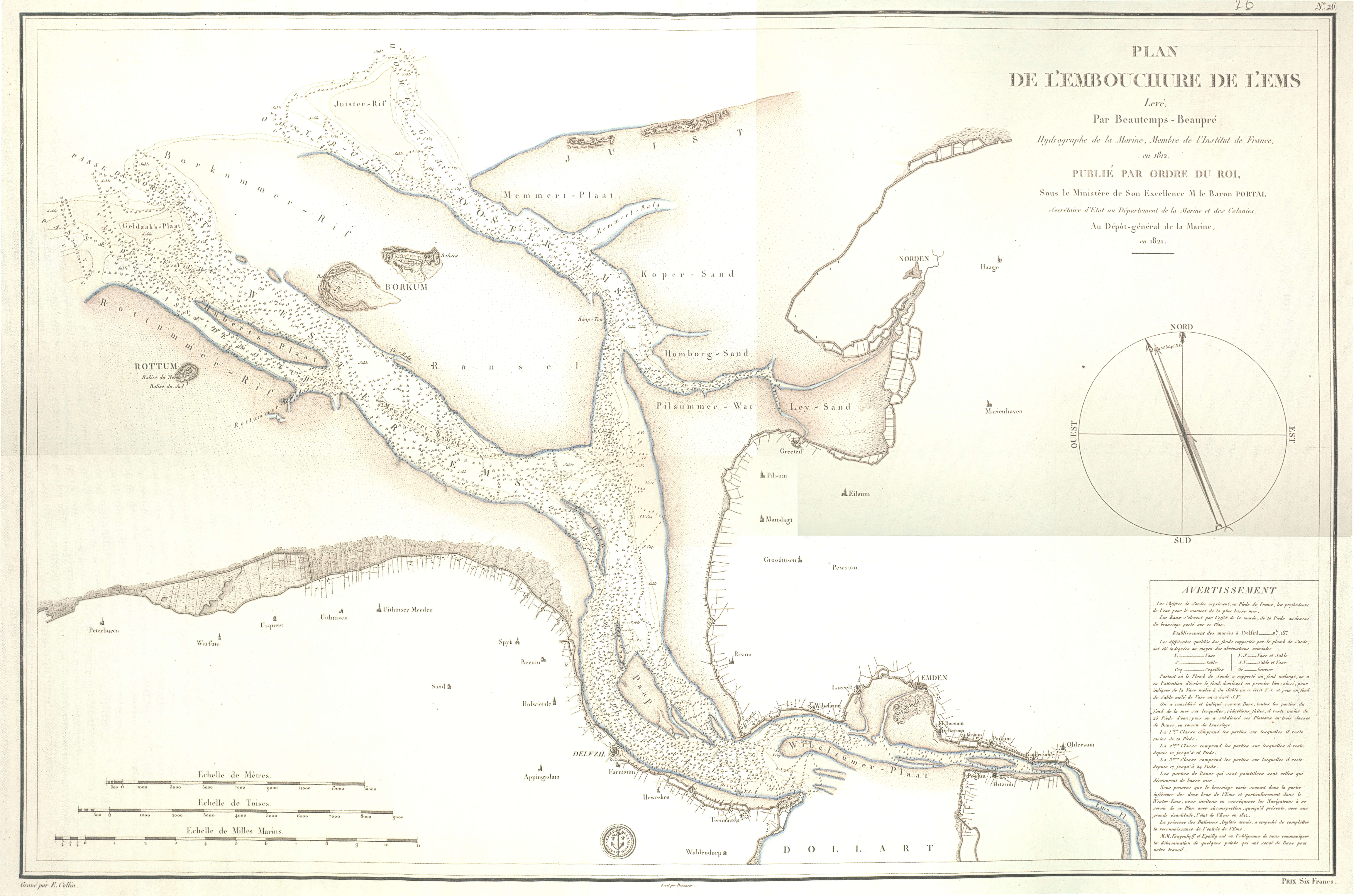
1821, Siel des Norder Tiefs erst vor den Toren der Stadt Norden